# Kangchenjunga
Kangchenjunga este al treilea vârf ca înălțime din lume, după Everest și K2, cu o altitudine de 8.586 metri.
Prima ascensiune a fost făcută la 25 mai 1955 de britanicii Joe Brown și George Band. Până în anul 1852 s-a considerat că acest munte ar fi cel mai înalt din lume, măsurătorile trigonometrice efectuate de englezi au stabilit că muntele urmează ca altitudine după Everest și K2. Alpiniștii care respectă tradiția populației locale sikkim, care crede că muntele este „sfânt”, se opresc la câțiva pași de vârful propriu-zis.

## Vârfuri
| Kangchenjunga                              | altitudinea de 8586 m deasupra n.m. |
| Kangchenjunga-Vârful de Vest (Yalung Kang) | altitudinea de 8505 m deasupra n.m. |
| Kangchenjunga-Vârful Central               | altitudinea de 8473 m deasupra n.m. |
| Kangchenjunga-Vârful de Sud                | altitudinea de 8476 m deasupra n.m. |
| Kangbachen Peak                            | altitudinea de 7902 m deasupra n.m. |

## Horia Colibășeanu
Alpinistul român Horia Colibășanu, este primul român care a ajuns pe vârfurile K2 (8.611 m), Kangchenjunga (8.586 metri), Manaslu (8.163 m), Dhaulagiri (8.167 m) și Annapurna (8.091 m).

### Fără oxigen suplimentar
Mai jos este lista opt miarilor pe care alpinistul român i-a urcat, toți situați în lanțul muntos Himalaya-Karakorum din Asia.
- 2010 - Annapurna (8.091 m) — premieră românească, fără oxigen suplimentar [2]
- 2011 - Makalu (8.481 m) — fără oxigen suplimentar [3]
- 2013 - Lhotse (8.516 m) — premieră românească, fără oxigen suplimentar [4]
- 2016 - Manaslu (8.163 m) — fără oxigen suplimentar[5]
- 2017 - Everest (8.848m) — premieră românească, fără oxigen suplimentar [6]
- 2022 - Kangchenjunga (8.586 metri) — sâmbătă, 7 mai 2022 - premieră românească absolută, fără oxigen suplimentar[7]